# Jüdische Elementarschule (Ederheim)
Die Jüdische Elementarschule in Ederheim, einer Gemeinde im schwäbischen Landkreis Donau-Ries in Bayern, wurde 1814 gegründet. Die Schule gehörte zu den ersten jüdischen Schulen im Königreich Bayern.
Die Elementarschule wurde auch als Israelitische Volksschule bezeichnet. Der angestellte Lehrer war zeitweise auch als Vorbeter und Schochet tätig.
Am 26. April 1874 beschloss die Jüdische Gemeinde Ederheim sich aufzulösen, da viele ihrer Mitglieder nach Nördlingen verzogen waren. 